# Tierga
Tierga és un municipi d'Aragó a la província de Saragossa que està enquadrat a la comarca d'Aranda. El 2022 tenia 179 habitants.